# Раковица (Коми)
Раковица (коми Рак) — деревня в Княжпогостском районе Республики Коми России. Входит в состав городского поселения Емва.

## География
Деревня находится в западной части Республики Коми, в пределах Вычегодско-Мезенской равнины, на правом берегу реки Вымь, на расстоянии примерно 2 км (по прямой) к северу от города Емва, административного центра района. Абсолютная высота — 92 м над уровнем моря.
Климат
Климат характеризуется как умеренно континентальный, с продолжительной умеренно морозной многоснежной зимой и коротким прохладным летом. Среднегодовая температура воздуха составляет −0,6 °С. Средняя температура воздуха самого тёплого месяца (июля) составляет 15,6 °C; самого холодного (января) — −16,2 °C. Среднегодовое количество атмосферных осадков составляет 608 мм.
Часовой пояс
Деревня Раковица, как и вся Республика Коми, находится в часовой зоне МСК (московское время). Смещение применяемого времени относительно UTC составляет +3:00.

## Население
| 2010 |
| ---- |
| 11   |

Гендерный состав
По данным Всероссийской переписи населения 2010 года, в гендерной структуре населения мужчины составляли 54,5 %, женщины — соответственно 45,5 %.
Национальный состав
Согласно результатам переписи 2002 года, в национальной структуре населения коми составляли 78 % из 23 чел.